# Fernando Sebastián Aguilar
Fernando Sebastián Aguilar (Calatayud, 14 dicembre 1929 – Malaga, 24 gennaio 2019) è stato un cardinale e arcivescovo cattolico spagnolo.

## Biografia

### Formazione e docenza
Nacque il 14 dicembre 1929 a Calatayud. Si unì alla congregazione dei Missionari Figli del Cuore Immacolato di Maria nel luglio 1945 e fu ordinato presbitero a Valls il 28 giugno 1953. Conseguì il dottorato in teologia presso l'Ateneo Pontificio Angelicum nel giugno 1955, con una tesi sulla divina maternità della vergine Maria. Durante il 1956 e il 1957 continuò i suoi studi e la sua formazione teologica presso l'Istituto Cattolico di Parigi e presso l'Università Cattolica di Lovanio.
Iniziò la docenza teologica nel seminario clarettiano di Valls nell'anno 1956-1957. Dal 1961 fu professore di teologia presso il seminario internazionale clarettiano di Salamanca. Nel 1965 fondò, insieme ad altri, la rivista Chiesa Viva, dedicata a diffondere la dottrina del Concilio Vaticano II tra la gente di lingua spagnola, e che diresse fino al 1974. Nel 1967 iniziò ad insegnare presso la facoltà di teologia della Pontificia Università di Salamanca e nel 1970 fu eletto preside della stessa facoltà. Nel mese di giugno 1971 la Santa Sede lo nominò rettore della Pontificia Università di Salamanca; mantenne l'ufficio per otto anni, fino al 1979.

### Episcopato
Il 22 agosto 1979 papa Giovanni Paolo II lo nominò vescovo di León e ricevette la consacrazione episcopale per l'imposizione delle mani del cardinale Vicente Enrique y Tarancón, allora arcivescovo di Madrid, e degli arcivescovi coconsacranti Gabino Díaz Merchán e José Delicado Baeza. Nel giugno 1982 la Conferenza episcopale spagnola lo elesse segretario generale, sicché questa designazione lo costrinse a dimettersi dalla sede di León il 28 luglio 1983. Occupò l'incarico di segretario generale della Conferenza episcopale spagnola fino al giugno 1988; in seguito fu vicepresidente della stessa per un periodo di tre anni, fino al febbraio 2005.
L'8 aprile 1988 papa Giovanni Paolo II lo nominò arcivescovo coadiutore di Granada e nell'agosto 1991 lo nominò amministratore apostolico di Malaga. Il 26 marzo 1993 papa Giovanni Paolo II lo nominò arcivescovo di Pamplona e vescovo di Tudela; il 15 maggio 1993 prese possesso delle sedi. Dal 15 settembre 2003 fino al 29 maggio 2004 fu amministratore apostolico di Calahorra e La Calzada-Logroño. In quegli anni partecipò alle assemblee del Sinodo dei vescovi. Fu inoltre Gran Cancelliere della Pontificia Università di Salamanca dal 1991 al 1996. Il 31 luglio 2007 papa Benedetto XVI accettò le sue dimissioni per raggiunti limiti di età. Dopo il suo ritiro prese residenza presso Malaga e tornò a insegnare teologia ai seminaristi di Malaga e all'Istituto Superiore di Scienze Religiose della stessa città.
Il 12 gennaio 2014 papa Francesco ne annuncia la creazione a cardinale nel concistoro del 22 febbraio seguente; prende possesso del titolo il successivo 21 settembre. Avendo già compiuto ottant'anni, è un cardinale non elettore.
Il 24 gennaio 2019 muore a Malaga all'età di 89 anni, per le conseguenze di un ictus. In seguito ai solenni funerali celebrati due giorni dopo dal vescovo Jesús Esteban Catalá Ibáñez, viene sepolto all'interno della cattedrale della Vergine Maria dell'Incarnazione nella cripta della cappella della Virgen de los Reyes.

## Pensiero

### Dichiarazioni controverse sull'omosessualità
Nel corso di un'intervista rilasciata al quotidiano Diario Sur di Malaga alcuni giorni dopo l'annuncio della sua creazione a cardinale ha dichiarato che l'omosessualità è "una deficienza sessuale" al pari di altre deficienze fisiche come l'ipertensione arteriosa, e che essa sia dunque altresì curabile: «L'omosessualità è un modo deficitario di esprimere la propria sessualità. Nel nostro corpo abbiamo molte lacune. Io, per esempio, ho l'ipertensione: mica mi arrabbio. Si tratta di una carenza che devo correggere con un'apposita terapia. Così è l'omosessualità, che in molti casi può essere curata con un trattamento adeguato». Tali parole hanno suscitato aspre polemiche e sono state oggetto di critiche da parte delle associazioni in difesa dei diritti dei gay.
Il 6 febbraio 2014 è stata aperta un'inchiesta giudiziaria a carico dell'arcivescovo, accusato del reato di omofobia dalle organizzazioni omosessuali ispaniche in virtù della legge sull'omofobia vigente nello stato spagnolo, la cui pena prevede anche il carcere.
Il presule nella stessa intervista ha inoltre sostenuto di essere in linea con quanto detto da papa Francesco nel viaggio di ritorno dalla GMG a Rio de Janeiro, poiché «di una persona posso dire che ha un difetto, ma ciò non implica che io non la stimi più o non l'aiuti», e ha dichiarato che «il papa mostra gesti di rispetto e di stima per tutte le persone, ma non modifica il magistero tradizionale della Chiesa. Un conto è manifestare accoglienza e affetto nei confronti di una persona omosessuale, un conto è giustificare moralmente l'esercizio dell'omosessualità».

## Genealogia episcopale e successione apostolica
La genealogia episcopale è:
- Cardinale Scipione Rebiba
- Cardinale Giulio Antonio Santori
- Cardinale Girolamo Bernerio, O.P.
- Arcivescovo Galeazzo Sanvitale
- Cardinale Ludovico Ludovisi
- Cardinale Luigi Caetani
- Cardinale Ulderico Carpegna
- Cardinale Paluzzo Paluzzi Altieri degli Albertoni
- Papa Benedetto XIII
- Papa Benedetto XIV
- Papa Clemente XIII
- Cardinale Marcantonio Colonna
- Cardinale Giacinto Sigismondo Gerdil, B.
- Cardinale Giulio Maria della Somaglia
- Cardinale Carlo Odescalchi, S.I.
- Cardinale Costantino Patrizi Naro
- Cardinale Lucido Maria Parocchi
- Papa Pio X
- Papa Benedetto XV
- Cardinale Federico Tedeschini
- Vescovo Manuel Moll y Salord
- Cardinale Vicente Enrique y Tarancón
- Cardinale Fernando Sebastián Aguilar, C.M.F.

La successione apostolica è:
- Cardinale Aquilino Bocos Merino, C.M.F. (2018)